# Сливко, Анатолий Емельянович
Анато́лий Емелья́нович Сливко́ (28 декабря 1938, Избербаш, Каякентский район, Дагестанская АССР, РСФСР, СССР — 16 сентября 1989, Новочеркасская тюрьма, Новочеркасск, Ростовская область, РСФСР, СССР) — советский серийный убийца и педофил, действовавший в городе Невинномысске Ставропольского края. Сливко руководил туристическим клубом «ЧЕРГИД» (Через реки, горы и долины), в котором водил школьников в походы, и имел звание заслуженного учителя. В период с 1964 по 1985 год убил 7 мальчиков и подростков от 11 до 15 лет, бывших его воспитанниками. Сливко был приговорён к смертной казни и расстрелян в Новочеркасской тюрьме.

## Биография

### Жизнь до преступлений
Анатолий Сливко родился 28 декабря 1938 года в дагестанском городе Избербаше. Новорождённый получил родовую травму: был придушен пуповиной. Последствия этой травмы в дальнейшем отрицательно сказались на Сливко, он всю жизнь страдал от головных болей, а в подростковом возрасте у него возникли особенности личности, которые психиатры называют эпилептоидной или органической психопатией. У таких людей «вязкая» психика, они склонны надолго застревать на каком-либо травмирующем событии. В детстве переболел малярией и получил ушиб головы, взрослым болел корью. Рос застенчивым, любил книги о путешествиях. Хорошо учился, но не любил физкультуру, так как был слабым и физически не развитым.
Один эпизод из детства навсегда отпечатался в памяти Сливко: однажды, когда он с друзьями играл «в партизан», его, как пойманного партизана, повесили на дереве, от чего он потерял сознание. Другой эпизод, который Сливко якобы вспомнил из детства: в 1942 году, живя в условиях немецкой оккупации, оказался свидетелем убийства маленького мальчика полицаем, который после убийства вытер ботинок от крови мальчика (этот эпизод сомнителен, так как немецкие войска никогда не входили на территорию Избербаша).  В 1961 году стал свидетелем дорожной аварии, в которой пьяный мотоциклист врезался в колонну пионеров, тяжело травмировав одного из них. Пионер скончался на месте. При этом Сливко пережил сексуальное возбуждение, которое в дальнейшем стремился повторить, воспроизводя отдельные детали происшествия.
Не испытывал большого влечения к противоположному полу, хотя встречался с девушками. После службы в армии переехал в Невинномысск и устроился на работу на предприятие «Азот», где занимался работой с молодёжью, организовал туристический клуб под названием «ЧЕРГИД» («Через реки, горы и долины»), был принят в КПСС. Женился, однако, несмотря на наличие двух детей, уделял жене мало внимания. Был пионервожатым в пионерских лагерях. Занимался любительской фото- и киносъёмкой. Помимо членства в КПСС, был заслуженным учителем школы РСФСР (1977), ударником коммунистического труда, депутатом Невинномысского горсовета, мастером спорта по горному туризму.

### Подготовка к преступлениям
Сливко находил жертв, преимущественно мальчиков, среди членов детского туристического клуба, которым руководил. Обладая хорошим интуитивным знанием детской психологии, быстро подчинял их своей воле — вовлекал в съёмки «приключенческих фильмов», связанных как с имитацией, так и с прямым насилием. За провинности (нарушение устава клуба) на детей возлагались материальные взыскания, которые предлагал искупить участием в «секретном эксперименте».
В июне 1963 года Сливко предложил пятикласснику поучаствовать в киносъёмках. Отведя мальчика в лес, он играл с ним в разведчиков, потом предложил «серьёзное испытание на выносливость». Мальчик согласился. Сливко привязал Николая к деревьям за руки и за шею, а веревку, привязанную к его ногам, тянул на себя (он называл это «сделать растяжку»). Затем он попросил мальчика изображать мучения и страдания (извиваться, сучить ногами и т.д.). Всё это тщательно фиксировалось на киноплёнку.
В общей сложности в таких экспериментах Сливко, которые со временем становились всё более опасными и жестокими, участвовали 40 членов его клуба. Маньяк одевал мальчиков в пионерскую форму, растягивал на верёвках, вешал на дереве, наблюдал мучения и конвульсии, после чего проводил реанимационные мероприятия. Выжившие жертвы либо не помнили произошедшего, либо боялись об этом говорить. Детям, которые всё же рассказывали обо всём, никто не верил.

### Убийства
В результате «слабости» Сливко, к которой он относился всё более снисходительно, были убиты не менее 7 мальчиков в возрасте от 11 до 15 лет. Убийства и последующее расчленение трупов снимал на киноплёнку, вёл дневник. Эти материалы послужили прямыми уликами против маньяка. Он отличался пироманией и патологическим фетишизмом к обуви: распиливал или сжигал ботинки убитых им детей.
2 июня 1964 года Сливко впервые не смог реанимировать подростка. Он расчленил его тело и сбросил останки в реку Кубань (их так и не нашли). Плёнку с записью убийства Сливко уничтожил, имя и фамилия первой жертвы неизвестны.
Через несколько месяцев Сливко убил и закопал в лесу 15-летнего Николая Добрышева, который был трудным подростком и часто сбегал из дома. Из-за этого обстоятельства милиция даже не стала искать мальчика.
В мае 1965 года при схожих обстоятельствах погиб Алексей Коваленко. Сливко расчленил труп и закопал в лесу. Милиция не стала искать подростка, сообщив родителям, что их сын сбежал.
14 ноября 1973 года Сливко убил 15-летнего Александра Несмеянова. За неделю до «эксперимента» Несмеянов решил покинуть «Чергид», что, конечно, удивило Сливко. По просьбе учителя Несмеянов согласился встретиться в лесу. Это убийство было уже запланировано Сливко, который снял процесс повешения подростка и расчленения тела, а останки закопал в лесу. Об исчезновении мальчика узнал один бывший заключённый, который рассказал знакомым, что это он убил подростка и закопал его тело в Кубани. Однако в указанном захоронении останков Несмеянова не нашли. Позже сам мужчина признался, что солгал о преступлении. На протяжении двух недель Сливко принимал участие в поисках Несмеянова. Изначально это убийство считалось первым в серии Сливко (он сам признавал его таковым).
11 мая 1975 года Сливко убил 14-летнего Андрея Погосяна. На следующий день куртку и портфель мальчика нашли в реке. Следователи узнали от матери Погосяна, что мальчик в день пропажи должен был пойти на какие-то съёмки. Однако имя «режиссёра» мальчик не назвал.
21 апреля 1980 года следующей жертвой Сливко стал 12-летний Сергей Фатнев. Убив мальчика, Сливко расчленил тело и фотографировал части конечностей в разных положениях. Поиски мальчика не дали никаких результатов, и дело об исчезновении подростков опять зашло в тупик.
Последнее убийство Сливко совершил 23 июля 1985 года. Он удушил 13-летнего Сергея Павлова. Когда Сливко повесил и снимал Павлова, маньяк вспомнил события из детства, как его повесили другие дети (в дневнике Сливко писал, что ему часто снился сон повешенного мальчика и он пытался понять его). Сливко быстро вытащил из петли мальчика и пытался его реанимировать, но мальчик был мёртв. По словам матери Павлова, тот отправился на рыбалку, однако соседка семьи рассказала, что Сергей по секрету сказал ей, что он идёт на какие-то съёмки. Имя «режиссёра» Сергей не назвал.

### Арест, следствие и суд
Несмотря на рассказы и показания воспитанников туристического клуба, следствие по делам об исчезновении детей, ушедших на «съёмки фильмов», продолжалось более десяти лет. Маньяк был арестован только 28 декабря 1985 года по постановлению помощника прокурора Тамары Васильевны Лангуевой, которая вела следствие по делу. В его кабинете милиция нашла тайник, где были обнаружены обувь пропавших подростков, множество плёнок и фотографий с расчленёнными жертвами. В течение января и февраля 1986 года Сливко сознался во всех убийствах и показал места захоронений пропавших подростков. Следствие было недолгим, поскольку улик в виде снятых фильмов и фотографий было предостаточно.
Суд над Сливко состоялся летом 1986 года. 12 августа он был приговорён к смертной казни и расстрелян по приговору суда через 3 года — 16 сентября 1989 года в Новочеркасской тюрьме. За несколько часов до расстрела он дал консультацию следователю Иссе Костоеву, ведущему дело другого серийного убийцы — Андрея Чикатило. Правда, ничем ему не помог, так как все его рекомендации оказались ошибочны.

## В массовой культуре

#### Художественный кинематограф
- Неоднократно упоминается в российском телесериале «Профиль убийцы».
- В телесериале «Метод» 4-я серия основана на преступлениях, совершённых Анатолием Сливко.
- В фильме «Казнь» маньяк по прозвищу «Шахматист» частично основан на образе Сливко.
- Анатолий Сливко появился во второй серии сериала «Фишер» 2023 года. Роль исполнил Никита Тарасов.
- Сериал «Хрустальный» частично основан на образе Сливко.

#### Документальные фильмы и выпуски телепередач
- ТВ МВД — документальный фильм «Нелюди» (1996)
- Документальный фильм «Дневник оборотня» из цикла «Криминальная Россия». Фрагменты из дневника Сливко читает актёр Александр Леньков (2000)
- Документальный фильм «Диагноз: Маньяк». Режиссёр — Андрей Грачёв (2004)
- Документальный фильм «Танец смерти» из цикла «Победившие смерть» (2008)
- Документальный фильм «Заслуженный мучитель» из цикла «Следствие вели» (2010)
- Выпуск телепрограммы «Наедине со всеми», Первый канал. В съёмках приняла участие помощник прокурора Тамара Лангуева (29.10.2013)
- Серийный номер. Сливко: ужас советских пионеров. Минаев Live (2024)